# Joannas
Joannas é uma comuna francesa na região administrativa de Auvérnia-Ródano-Alpes, no departamento de Ardèche. Estende-se por uma área de 11,93 km². Em 2010 a comuna tinha 305 habitantes (densidade: 25,6 hab./km²).